# Henri Mendras
 (septembre 2021).
Pour les articles homonymes, voir Mendras.
Henri Mendras, né le 16 mai 1927 (Boulogne-Billancourt), et mort le 5 novembre 2003 (Paris 6e), est un sociologue français

## Biographie

### Jeunesse et études
Henri Mendras est le fils du général Edmond Mendras, « officier non conformiste » issu de la « bourgeoisie provinciale » de l'Aveyron. Il passe son enfance dans le village de Novis (Sévérac-le-Château).
Il étudie à l'université de Paris, et est diplômé de l'Institut d'études politiques de Paris. Il a également étudié à l'université de Chicago aux côtés d'Éric de Dampierre, pendant une année. Il s'est inspiré des sociologues Georges Gurvitch et Georges Friedmann.
Son doctorat d'État traitait de la disparition progressive de la catégorie des paysans.

### Parcours professionnel
En 1954, Henri Mendras obtient un poste de chercheur, puis de directeur de recherche au CNRS.
Il enseigne la sociologie à l'IEP de Paris de 1956 à 1996. Il est au départ titulaire d'un cours de sociologie rurale, avant que le directeur Jacques Chapsal ne le charge d'un cours de sociologie générale. Actif au sein de l'institut, il y développe avec Michel Crozier le DEA de sociologie de l'école.
Il est également, de 1981 à 2003, conseiller à l'Observatoire français des conjonctures économiques.
En 1983, il fonde et devient le premier directeur de l'Observatoire sociologique du changement. Il conserve ce poste jusqu'en 1993.
En 1995, il est nommé au Conseil économique et social. Il y reste jusqu'en 1997.
Il est membre de l'Académie d'agriculture de 1970 à 2003.

## Apports

### Fin des paysans
Il s’imposa, à 40 ans, en 1967, avec la publication de son livre La Fin des paysans où il constatait la disparition du mode de production paysan caractérisé par une économie de subsistance accompagnée d'une grande autonomie dans l’organisation du procès de production et du travail, bien que le paysan soit assujetti. Il montre en outre que la paysannerie française est progressivement remplacée par des professionnels de l’agriculture qui organisent leur production selon un mode capitaliste. C’est précisément l’intégration du travail de la terre et de la production paysanne dans la société capitaliste globale qui suscite la déstructuration des fondements de l’économie paysanne - phénomène qu'il nomme « intégration capitaliste »[réf. souhaitée]. Dans une France très attachée aux valeurs rurales, ce livre provoqua la polémique,.
Considéré comme un sociologue spécialiste des paysanneries et des sociétés rurales auxquelles il consacre plusieurs ouvrages, il publie en 1988 La Seconde Révolution française dans lequel il constate, selon une approche "cosmographique de la société", le poids désormais décisif d'une "constellation centrale" ainsi que le déclin des symboles de la République, l'abandon de l’étatisme et de l’identité nationale au profit de la décentralisation, du libéralisme et de la mondialisation.

Son champ d’analyse s’est déplacé ensuite de la société française aux sociétés européennes. Il était en poste à l’Observatoire français des conjonctures économiques (OFCE). Dans ce qu’il considérait comme son autobiographie intellectuelle : Comment devenir sociologue ou les mémoires d’un vieux mandarin, Henri Mendras décrit la naissance, les circuits universitaires, les systèmes et traditions de la sociologie.

La toupie de Mendras

### Toupie de Mendras
Dans le cadre d'études sur la moyennisation de la société, Mendras a modélisé graphiquement sous la forme d'une toupie la classe moyenne, au centre de la toupie, surmontée par les classes aisées et surmontant les classes les plus pauvres.

## Publications
Henri Mendras a publié de nombreux articles et ouvrages dont :
- Henri Mendras, Sociologie de la campagne française, Paris, PUF, « Que sais-je ? », 1959 (réédité)
- Henri Mendras, La fin des paysans, Paris, SEDEIS, 1967 ; A. Colin, 1970
- Henri Mendras, Éléments de sociologie, Paris, Armand Colin, coll. « U », 1967.
- Henri Mendras, Les sociétés paysannes, Paris, Armand Colin, coll. « U » ; réédition, Paris, Gallimard, coll. « Folio histoire », 1995.
- Henri Mendras, Voyage au pays de l'utopie rustique, Arles, Actes Sud, 1979, 1992 (réédité)
- Henri Mendras (dir.), La sagesse et le désordre, Paris, Gallimard, 1980.
- Henri Mendras, La Seconde Révolution française. 1965-1984, Paris, Gallimard, 1988[12].
- Henri Mendras & Dominique Schnapper (dir.),  Six manières d’être européen, Paris, Gallimard, 1990.
- Henri Mendras & Michel Forsé, Le changement social, Paris, Armand Colin, coll. « U », 1991.
- Henri Mendras & Frédéric Reillier, Atlas européen. 340 millions d'européens, Paris, Ramsay, 1995.
- Henri Mendras & Christopher Freeman (dir.), Le paradigme informatique, Paris, Descartes & cie, 1995.
- Henri Mendras & Ezra Suleiman (dir.), Le Recrutement des élites en Europe, Paris, La Découverte, 1995.
- Henri Mendras,  Comment devenir sociologue ou les mémoires d'un vieux mandarin, Arles, Actes Sud, 1995.
- Henri Mendras & Jean Étienne, Les grands auteurs de la sociologie : Tocqueville, Marx, Durkheim, Weber, Paris, Hatier, coll. « initial », 1996.
- Henri Mendras & Michel Forsé, Convergence et divergence des sociétés, Paris, PUF, 1996.
- Henri Mendras, L'Europe des européens. Sociologie de l’Europe occidentale, Paris, Gallimard, coll. « folio actuel », 1997.
- Henri Mendras & Dominique Jacques-Jouvenot, L’œil du sociologue, Besançon, Presses du Centre Unesco, 1998.
- Louis Dirn, La société française en tendance. 1975-1995. Deux décennies de changements, Paris, PUF, 1998.
- Henri Mendras & Jean Étienne, Les grands thèmes de la sociologie par les grands sociologues, Paris, Armand Colin, 1999.
- Henri Mendras & Marco Oberti (dir.), Le sociologue et son terrain, Paris, Armand Collin, coll. « U », 2000.
- Henri Mendras, La France que je vois, Paris, Autrement, 2002.
- Henri Mendras & Laurence Duboys-Fresney, Français, comme vous avez changé, Paris, Tallandier, 2004.

## Prix
- Prix Broquette-Gonin 1981.